# Eipringhauser Mühle

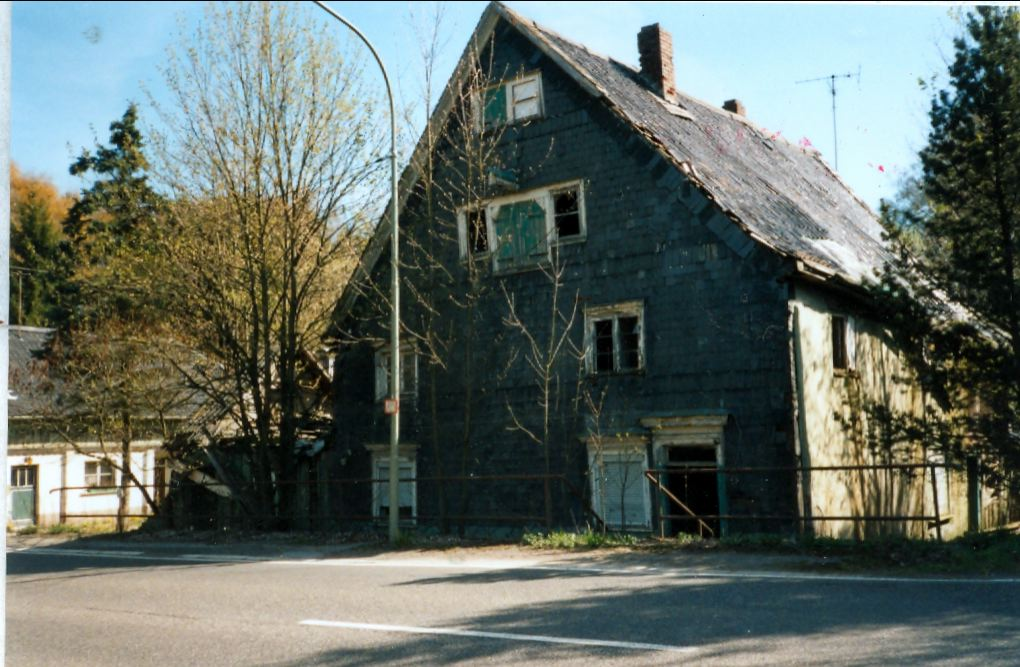
Eipringhauser Mühle vor dem Abriss

Die Eipringhauser Mühle war eine Mühle am Eifgenbach und lag in Wermelskirchen, westlich von Süppelbach sowie nördlich vom namengebenden Ort Eipringhausen, an der Straße von Wermelskirchen nach Dhünn, einem Stadtteil von Wermelskirchen in Nordrhein-Westfalen.
Die Erstnennung erfolgte im Jahre 1359. Am 9. September ernennt Graf Gerhard von Berg den Tillmann und dessen Erben, die ihr in der obersten Mühle gelegenes Gut zu Eipringhausen als Unterpfand stellen, zu Förstern und Bewahrern seiner Wälder zur Brache und zu Hölverscheid.
Im Burger Lagerbuch von 1692 wird die Mühle genannt mit der Pflicht einen Malter Roggen an die Kellnerei zu liefern. Der Name des Besitzers fehlt aber. Im Jahre 1750 gibt die Mühle einen Taler an die Kellnerei zur Burg.
Besitzer waren in dieser Zeit die Familien Diepmann und Jacobi aus Wermelskirchen-Neuenhaus und Grünenwald (heute Burscheid-Hilgen, Kölner Straße 32).
Das Jahr 1759 wird als Fällungsdatum von Balken des Hauses genannt in einer dendrochronologischen (Jahresringe) Untersuchung.
Im Jahr 1771 führten Kaufherr Hager zu Mülheim a/Rh. einen Prozess gegen die Pächterin Witwe Klein wegen der Eipringhauser Mühle. Der Zeuge Joh. Pet. Schumacher, 40 Jahre, sagt, die Wittib habe ihm gesagt, das Kupfer und Zinnen Schaaf wäre nicht mit verkauft worden. Bei der Inventarisation wäre ihm gemeldet worden, dass die Mühle und die Mühlengeräte des Jacobis Eigentum wären. Zeuge Arnold Molinäus, Bergermühle, 35 Jahre, sagt, er habe die Getreide für sich gekauft, der Witwe oder deren Sohn aber gestattet für ihren Brotverdienst diese unentgeltlich zu leihen.
1778 führten die Kontrahenten einen weiteren Prozess. Ein Zeuge sagt, er könne wegen Länge der Zeit nicht sagen, ob seine Mutter vom Kaufherren Jacobi die Eipringhauser Mühle mündlich gepachtet oder ob darüber ein schriftlicher Contract errichtet worden sei. Die jährliche Pacht hatte sich auf 40 Taler belaufen. Er habe weder an Geld, sonstigen Mitteln oder Assignaten etwas an den Jacobi abgetragen. Ob seine Mutter binnen den fünf Jahren etwas an den Jacobi abgetragen wisse er nicht.
Es werden am 18. Januar 1787 die Müller vor das Bornefeld-Hückeswagener Gericht in Wermelskirchen zitiert und vereidigt. Für die Eipringhauser Mühle erscheint Johann Klein (Pächter).
Der Ansteigerer der Eipringhauser Mühle Johann Klein führt am 28. Februar 1787 einen Prozess gegen Gerhard Jacobi als vormaligem Besitzer. Klein erlegt die 1950 Taler Kaufschillingen in Form von 1030 Stück Kronentaler und einen Taler 50 Stüber Münzen als gerichtliches Depositum. Er wolle aber von dem Jacobi alle Briefschaften so der Mühle anklebig erhalten.
Lucas Walmigrath aus Wermelskirchen hat am 28. Februar 1787 an den Gerhard Jacobi eine gerichtliche Forderung von 7000 Talern. Dafür wäre ihm das sämtliche Vermögen des Jacobi, darunter auch die Eipringhauser Mühle verpfändet worden. Da er nun vernommen, dass die Gelder von dem Ansteigerer der Mühle wirklich deponiert worden wären, beantragt er, dass ihm die Gelder in Abschlag seiner Forderungen ausgezahlt werden gegen Gestellung hinlänglicher Caution. Die Schöffen bestätigen das Gutsein des Walmigrath für das Zehnfache des Betrages. Also werden die 1951 Taler ausgezahlt und Walmigrath quittiert im Protokoll eigenhändig.
Von 1787 bis 1805 wird ein Prozess vor dem Oberappellationsgericht der Kaufleute Schumacher und Assmann gegen Kaufmann Lukas Walmingrath geführt, betreffend Forderungen aus dem Jacobi’schen Konkurs, Wert 7766 Taler. Die Erben Jacobi schreiben, dass sie schon die Eipringhauser Mühle und das ganze ostfriesische Warenlager verkauft hätten.
Im Jahre 1822 verkauft Witwe Johann Klein an den Schwiegersohn Peter Johann Bäumer für 3050 Taler. In den folgenden Jahrzehnten besitzt die Familie Levi (auch Levy geschrieben) die Mühle, bis sie 1879 an Friedrich Berger für 14.400 Mark verkauft wurde.